# Marie Taylor
Marie Clark Taylor (* 16. Februar 1911 in Sharpsburg, Pennsylvania, Vereinigte Staaten; † 1. Dezember 1990 in Washington, D.C., Vereinigte Staaten) war eine amerikanische Botanikerin und Hochschullehrerin. Sie war die erste afroamerikanische Frau, die in den USA einen Doktortitel in Botanik erhielt, und die erste afroamerikanische Frau, die an der Fordham University in Naturwissenschaften promovierte. Sie war Leiterin der Botanikabteilung der Howard University, wo ein Auditorium nach ihr benannt wurde.

## Leben und Werk
Taylor besuchte bis 1929 die Dunbar High School in Washington, D.C. und studierte dann an der Howard University. Dort erwarb sie 1933 ihren Bachelor-Abschluss und 1935 den Master-Abschluss in Botanik. Ende der 1930er Jahre begann sie als Lehrerin an der Cardoza High School in Washington, D.C. zu arbeiten. 1941 promovierte sie in Naturwissenschaften als erste afroamerikanische Frau an der Fordham University. In ihrer Dissertation zeigte sie, dass eine Photoperiode nicht nur Auswirkungen auf die Blütenentwicklung, sondern auch auf die Samenentwicklung hat. Dass Pflanzen unter elektrischem Licht gezüchtet werden konnten, war damals eine relativ neue Entdeckung und eröffnete Möglichkeiten, das Pflanzenwachstum in kontrollierten Experimenten zu testen.
Nach ihrer Promotion unterrichtete Taylor wieder Naturwissenschaften an der Cardozo High School, an der sie bereits vor ihrer Einschreibung in das Doktorandenprogramm unterrichtet hatte. Während des Zweiten Weltkriegs diente Taylor beim Roten Kreuz der Armee in Neuguinea, wo sie ihren späteren Ehemann Richard Taylor kennenlernte. Sie heiratete ihn am 1. Januar 1948 und bekam mit ihm 1950 einen Sohn.
Nach dem Krieg kehrte Taylor nach Washington zurück und wurde dort Assistenzprofessorin an der Botanik-Fakultät der Howard University, wo sie Kurse in Botanik, Biologie und Mikrobiologie unterrichtete. 1947 wurde sie Leiterin der Botanik-Fakultät. Während ihrer Amtszeit an der Howard University beaufsichtigte sie die Erweiterung der Botanik- und Zoologie-Fakultäten sowie den Bau eines neuen Gewächshauses auf dem Dach des Biologiegebäudes.
1956 stellte sie eine Liste mit Lehrfilmen für den Botanikunterricht zusammen, darunter Titel zu Lebenszyklen, Physiologie, Konservierung, Zytologie, Samenverbreitung und Bakteriologie. Taylor erhielt in den 1950er und 1960er Jahren mehrere Zuschüsse von der National Science Foundation für die Leitung von Sommer-Naturwissenschaftsinstituten. Diese Institute wuchsen von vier Programmen jeden Sommer auf weit über 200 und wurden schließlich nicht mehr nur während der Sommermonate, sondern auch an Wochenenden während des Schuljahres und nachts angeboten. In einem Artikel aus dem Jahr 1958 schätzte Taylor, dass bis 1960 etwa 42.000 Teilnehmer die NSF-Institute besucht haben werden, was etwa 30 % der 140.000 Mittel- und Oberstufenlehrer für Naturwissenschaften und Mathematik im Land entsprach.
Sie wurde Mitte der 1960er Jahre von Präsident Lyndon B. Johnson gebeten, ihre Arbeit im Ausland fortzuführen und bereiste Länder wie beispielsweise Indien.
Bis zu ihrer Pensionierung im Jahr 1976 war sie Leiterin der Botanikabteilung der Howard University.
Taylor starb 1990 im Alter von 79 Jahren im Walter Reed Army Medical Center in Washington, D.C.